# Dörpen
Dörpen est une commune allemande de l'arrondissement du Pays de l'Ems, Land de Basse-Saxe.

## Géographie
Dörpen se situe le long du Küstenkanal et de l'Ems.
| Heede   | Lehe   | Neulehe   |
| Dersum  | Dörpen | Neubörger |
| Walchum | Kluse  | Wippingen |

## Histoire
Dörpen est probablement mentionné en 854, mais le document a disparu. La première mention assurée date du Xe siècle.

## Infrastructures
Dörpen se trouve le long de la Bundesstraße 70.
Dörpen est le long de véloroutes, notamment La route du canal Dortmund-Ems et la route de l'Ems.